# ČT Sport
ČT Sport — чеський спортивний телеканал, що належить компанії ČT. Канал запущено 10 лютого 2006 року, він тоді мав назву «ČT4 Sport», і мав на меті сприяння впровадженню цифрового телебачення. 
Основні програми: футбол, хокей, Олімпіаді, легка атлетика та європейські спортивні новини.
2008 року канал отримав назву ČT4, а 2012 року Чеське телебачення провело повний ребрендинг, канал перейменували на «ČT Sport».
Канал доступний через цифрове наземне телебачення, супутникових і кабельних операторів.

## ČT Sport HD
ČT Sport HD мовить у високій роздільній здатності з 3 травня 2012 року. Канал веде через IPTV-мовлення, цифрове наземне і супутникове (через Astra 3B - DVB-S2 стандарт).